# 葉慈毓
葉慈毓（1990年12月29日—），台灣演員，影視及劇場工作者。2012年參加選秀比賽出道。

## 演出作品

### 金馬電影學院作品 指定演員
- 2019 《理賠時光》飾 女兒

### 電視劇
- 2013 中視《女王的誕生》飾 千千
- 2014 八大《妹妹》飾 Mickey
- 2016 中視《皇恩浩蕩》飾 慕青
- 2018 公共電視《20之後》飾 李彥儀
- 2021 公共電視《四樓的天堂》飾 阿曼
- 2022 Disney+《台北女子圖鑑》飾 母嬰店員
- 2025 MyVideo《喝酒吧！笨蛋》飾 小豹

### 電視電影
- 2014 中視《菸蒂》
- 2014 中天《逆轉》飾 楊青莉[2]

### 迷你劇集
- 2021 KKTV、YouTube《McCafé 從喝杯咖啡開始》 飾 朋友女

### 廣告
- Sofina Primavista
- 臺灣 可口可樂
- New Balance 574
- 統一蛋糕屋
- 小時光麵館｜吃麵看個性
- 麥當勞 一杯McCafé一段對話 從喝杯咖啡開始│第三杯：錯過

### MV
- Della丁噹 - 當我的好朋友Be My Own Friend

### 微電影
- 2013 第十九屆世新大學廣播電視電影學系畢業製作 [3] 《風災過後》[4] 飾 孟李李

### 舞台劇
- 2015 腦動劇團《兩顆門牙事件簿》飾 張雅婷
- 2016 腦動劇團《廁所在這裡》飾 女人
- 2017 腦動劇團《Falling》飾 許文芳
- 2017 腦動劇團《意外G體驗》飾 沈紀茹
- 2017 窮劇場 《生之慶》
- 2019 腦動劇團《山坡頂端的西爾薇亞》飾 馬詠言
- 2022 腦動劇團《戀愛擔當》編劇／演員
- 2024 腦動劇團《Re:late》編劇／演員

## 獎項紀錄
| 年份   | 頒獎典禮     | 獎項             | 影片   | 角色   | 結果 |
| ------ | ------------ | ---------------- | ------ | ------ | ---- |
| 2019年 | 第54屆金鐘獎 | 戲劇節目女配角獎 | 20之後 | 李彥儀 | 提名 |

## 腳註
1. ↑  陳昱翰、林怡秀. . 中國時報.   [2012-08-31]. （原始内容存档于2016-03-17）.
2. ↑  阮馨儀. . NOWnews.com 今日新聞網.   [2014-05-01]. （原始内容存档于2015-03-24）.
3. ↑  . 中央日報.   [2013-05-20]. （原始内容存档于2014-08-19）.
4. ↑  高郎劇組. .   [2013-05-07]. （原始内容存档于2016-03-11）.

## 外部連結
- 葉慈毓的 Facebook 粉絲專頁
- 葉慈毓的 Instagram 帳戶
- Primavista 漾緁 TVC （页面存档备份，存于）
- 臺灣可口可樂 悄悄話瓶 TVC （页面存档备份，存于）
- 世新廣電十九屆畢業製作《風災過後》預告片 （页面存档备份，存于）